# Milonia trifasciata
Milonia trifasciata là một loài nhện trong họ Araneidae.
Loài này thuộc chi Milonia. Milonia trifasciata được Tord Tamerlan Teodor Thorell miêu tả năm 1890.